# Cüneyt Çakır
Cüneyt Çakır (Isztambul, 1976. november 23. –) török nemzetközi labdarúgó-játékvezető.

## Pályafutása
Édesapja is játékvezető volt. Játékvezetésből 1994-ben İsztambulban vizsgázott. Vizsgáját követően az İsztambuli labdarúgó-szövetség által üzemeltetett bajnokságokban a C ranglistán kezdte sportszolgálatát. A TFF Játékvezető Bizottságának (JB) minősítésével a Bank Asya 1. Lig, majd  2001-től a Süper Lig játékvezetője. Firat Aydinus játékvezető társaságában az első török hivatásos bíró. Küldési gyakorlat szerint rendszeres 4. bírói szolgálatot is végez. Süper Lig mérkőzéseinek száma: 169 (2001–2012). Vezetett kupadöntők száma: 3 (2015).
| Időpont              | Helyszín                       | Mérkőzés típusa          | Mérkőzés                    |
| -------------------- | ------------------------------ | ------------------------ | --------------------------- |
| 2001. szeptember 29. | Malatya İnönü Stadion, Malatya | első Süper Lig mérkőzése | Malatyaspor–Çaykur Rizespor |

A TFF JB küldésére vezette a Török labdarúgókupa döntőt.
| Időpont        | Helyszín               | Mérkőzés típusa | Mérkőzés                  | Eredmény | Nézők száma |
| -------------- | ---------------------- | --------------- | ------------------------- | -------- | ----------- |
| 2010. május 5. | GAP Stadion, Şanlıurfa | döntő           | Trabzonspor–Fenerbahçe SK | 3 – 1    | 30 000      |

A TFF JB küldésére több alkalommal irányította a Török labdarúgó-szuperkupa döntőt.
| Időpont             | Helyszín                         | Mérkőzés típusa | Mérkőzés                     | Eredmény | Nézők száma |
| ------------------- | -------------------------------- | --------------- | ---------------------------- | -------- | ----------- |
| 2012. augusztus 12. | Kazım Karabekir Stadion, Erzurum | döntő           | Galatasaray SK–Fenerbahçe SK | 3 – 2    | 25 000      |
| 2015. augusztus 8.  | Osmanlı Stadion, Ankara          | döntő           | Galatasaray SK–Bursaspor     | 0 – 3    | 19 626      |

A Török labdarúgó-szövetség JB terjesztette fel nemzetközi játékvezetőnek, a Nemzetközi Labdarúgó-szövetség (FIFA) 2006-tól tartja nyilván bírói keretében. A FIFA JB központi nyelvei közül a angolt beszéli. 2011-től az Európai Labdarúgó-szövetség (UEFA) játékvezetőinek elit csoportjába tartozik. Több nemzetek közötti válogatott (Labdarúgó-világbajnokság, Labdarúgó-Európa-bajnokság, Olimpiai játékok), valamint Intertotó-kupa, UEFA-kupa és UEFA-bajnokok ligája klubmérkőzést vezetett. A török nemzetközi játékvezetők rangsorában, a világbajnokság-Európa-bajnokság sorrendjében az első helyet el 25 találkozó szolgálatával.Európában a legtöbb válogatott mérkőzést vezetők rangsorában többed magával,  30 (2007. március 28.– 2016. június 18.) találkozóval tartják nyilván. Vezetett kupadöntők száma: 2 (2015).
A 2011-es U20-as labdarúgó-világbajnokságon, valamint a 2013-as U20-as labdarúgó-világbajnokságon a FIFA JB hivatalnoki feladatokkal látta el.
| Időpont             | Helyszín                                             | Mérkőzés típusa              | Mérkőzés                                 | Eredmény | Nézők száma |
| ------------------- | ---------------------------------------------------- | ---------------------------- | ---------------------------------------- | -------- | ----------- |
| 2011. július 29.    | Metropolitano Roberto Meléndez Stadion, Barranquilla | csoportmérkőzés (E. csoport) | Brazília–Egyiptom                        | 1 – 1    | 44 569      |
| 2011. augusztus 2.  | Pascual Guerrero Stadion, Cali                       | csoportmérkőzés (B. csoport) | Uruguay–Új-Zéland                        | 1 – 1    |             |
| 2011. augusztus 6.  | Hernán Ramírez Villegas Stadion, Pereira             | csoportmérkőzés (C. csoport) | Ecuador–Costa Rica                       | 3 – 0    |             |
| 2011. augusztus 13. | El Campín Stadion, Bogotá                            | egyik negyeddöntő            | Mexikó–Kolumbia                          | 3 – 1    | 35 501      |
| 2011. augusztus 17. | Atanasio Girardot Stadion, Medellín                  | egyik elődöntő               | Franciaország–Portugália                 | 0 – 2    | 40 598      |
| 2013. június 21.    | Kadir Has Stadion, Kayseri                           | csoportmérkőzés (B. csoport) | Kuba–Dél-Korea                           | 1 – 2    |             |
| 2013. június 28.    | Kamil Ocak Stadion, Gaziantep                        | csoportmérkőzés (D. csoport) | Mali–Mexikói U20-as labdarúgó-válogatott | 1 – 4    | 2000        |

A 2010-es labdarúgó-világbajnokságon és a 2014-es labdarúgó-világbajnokságon a FIFA JB bíróként alkalmazta. 2012-ben a FIFA JB bejelentette, hogy a brazil labdarúgó-világbajnokság lehetséges játékvezetőinek átmeneti listájára jelölte. A kiválasztottak mindegyike részt vett több szakmai szemináriumon. A FIFA JB 25 bírót és segítőiket, valamint kilenc tartalék bírót és melléjük egy-egy asszisztenst nevezett meg. Selejtező mérkőzéseket az UEFA zónában vezetett. 
| Időpont              | Helyszín                          | Mérkőzés típusa                     | Mérkőzés                                 | Eredmény | Nézők száma |
| -------------------- | --------------------------------- | ----------------------------------- | ---------------------------------------- | -------- | ----------- |
| 2008. szeptember 6.  | Lluis Companys Stadion, Barcelona | (2010 vb) előselejtező (6. csoport) | Andorra–Anglia                           | 0 – 2    | 10 300      |
| 2009. szeptember 9.  | Qemal Stafa Stadion, Tirana       | (2010 vb) előselejtező (1. csoport) | Albánia–Dánia                            | 1 – 1    | 8 000       |
| 2012. szeptember 11. | Wembley Stadion, London           | (2014 vb) előselejtező (H. csoport) | Angol labdarúgó-válogatott–Ukrajna       | 1 – 1    | 68 102      |
| 2013. március 22.    | Maksimir Stadion, Zágráb          | (2014 vb) előselejtező (A. csoport) | Horvátország–Szerbia                     | 2 – 0    | 35 722      |
| 2013. október 11.    | Friends Arena Stadion, Solna      | (2014 vb) előselejtező (C. csoport) | Svédország–Ausztria                      | 2 – 1    | 49 416      |
| 2013. november 15.   | Olimpiai (Kijev) Stadion, Kijev   | (2014 vb) rájátszás (1. mérkőzés)   | Ukrán labdarúgó-válogatott–Franciaország | 2 – 0    | 67 732      |
| 2014. június 17.     | Castelão Stadion, Fortaleza       | csoportmérkőzés (A csoport)         | Brazília–Mexikó                          | 0 – 0    | 60 342      |
| 2014. június 26.     | Arena da Baixada, Curitiba        | csoportmérkőzés (H. csoport)        | Algéria–Orosz labdarúgó-válogatott       | 1 – 1    | 39 311      |
| 2014. július 9.      | Arena de São Paulo, São Paulo     | egyik elődöntő                      | Hollandia–Argentína                      | 0 – 0    | 63 267      |

A 2007-es U19-es labdarúgó-Európa-bajnokságon az UEFA JB játékvezetőként foglalkoztatta.
| Időpont          | Helyszín                         | Mérkőzés típusa              | Mérkőzés                 | Eredmény |
| ---------------- | -------------------------------- | ---------------------------- | ------------------------ | -------- |
| 2007. július 16. | Fill Metallbau Stadion, Halblech | csoportmérkőzés (B. csoport) | Franciaország–Szerbia    | 5 – 2    |
| 2007. július 18. | Vorwärts Stadion, Steyr          | csoportmérkőzés (A. csoport) | Spanyolország–Portugália | 1 – 1    |

A 2009-es U21-es labdarúgó-Európa-bajnokságon az UEFA JB játékvezetői szolgálattal bízta meg.
| Időpont          | Helyszín                       | Mérkőzés típusa              | Mérkőzés                                     | Eredmény | Nézők száma |
| ---------------- | ------------------------------ | ---------------------------- | -------------------------------------------- | -------- | ----------- |
| 2009. június 15. | Örjans Stadion, Halmstad       | csoportmérkőzés (B. csoport) | Anglia–Finnország                            | 1 – 1    | 6 828       |
| 2009. június 19. | Új Stadion, Malmö              | csoportmérkőzés (A. csoport) | Fehéroroszország–Szerbia                     | 0 – 0    | 3 313       |
| 2009. június 26. | Gamla Ullevi Stadion, Göteborg | egyik elődöntő               | Angol U21-es labdarúgó-válogatott–Svédország | 3 – 3    | 16 385      |

A 2008-as labdarúgó-Európa-bajnokságon, a 2012-es labdarúgó-Európa-bajnokságon, illetve a 2016-os labdarúgó-Európa-bajnokságon az UEFA JB játékvezetőként foglalkoztatta. Az UEFA JB 2012-ben a 12 fős játékvezetői keretbe delegálta. A nemzetközi torna előtt speciális felkészítő edzőtáborba vettek részt. Elsőként 2012. január 30.–február 2. között, utána április végén a Varsóban folytatódott felkészítésük. A kontinensviadal történetében először meccsenként négy asszisztens segítette munkáját.
| Időpont             | Helyszín                                | Mérkőzés típusa                     | Mérkőzés                                                   | Eredmény | Nézők száma |
| ------------------- | --------------------------------------- | ----------------------------------- | ---------------------------------------------------------- | -------- | ----------- |
| 2007. március 28.   | Ramat Gan Stadion, Tel-Aviv             | (2008 eb) előselejtező (7. csoport) | Izrael–Észtország                                          | 4 – 0    | 23 658      |
| 2007. október 17.   | Parken Stadion, Koppenhága              | (2008 eb) előselejtező (4. csoport) | Dánia–Lettország                                           | 3 – 1    | 19 000      |
| 2010. szeptember 3. | S. Dariaus és S. Girėno Stadion, Kaunas | (2012 eb)előselejtező (I. csoport)  | Litvánia–Skócia                                            | 0 – 0    | 6 539       |
| 2011. június 4.     | Luz Stadion, Lisszabon                  | (2012 eb) előselejtező (H. csoport) | Portugália–Norvégia                                        | 1 – 0    | 47 829      |
| 2011. október 11.   | Råsunda Stadion, Solna                  | (2012 eb) előselejtező (E. csoport) | Svéd labdarúgó-válogatott–Holland labdarúgó-válogatott     | 3 – 2    | 33 066      |
| 2012. június 11.    | Olimpiai Stadion, Kijev                 | csoportmérkőzés (D. csoport)        | Ukrán labdarúgó-válogatott–Svéd labdarúgó-válogatott       | 2 – 1    | 64 290      |
| 2012. június 18.    | Stadion Miejski, Poznań                 | csoportmérkőzés (C. csoport)        | Olaszország–Észak-Írország                                 | 2 – 0    | 38 794      |
| 2012. június 27.    | Donbasz Aréna, Doneck                   | egyik elődöntő                      | Portugál labdarúgó-válogatott–Spanyol labdarúgó-válogatott | 0 – 0    | 48 000      |
| 2014. szeptember 8. | St. Jakob-Park, Bázel                   | (2016 eb) előselejtező (E. csoport) | Svájc–Angol labdarúgó-válogatott                           | 0 – 2    | 35 500      |
| 2014. november 14.  | Partizán Stadion, Belgrád               | (2016 eb) előselejtező (I. csoport) | Szerb labdarúgó-válogatott–Dán labdarúgó-válogatott        | 1 – 3    | Zárt kapuk  |
| 2015. március 27.   | Estadio Ramón Sánchez Pizjuán, Sevilla  | (2016 eb) előselejtező (C. csoport) | Spanyolország–Ukrán labdarúgó-válogatott                   | 1 – 0    | 33 775      |
| 2016. június 14.    | Stade Geoffroy-Guichard, Saint-Étienne  | csoportmérkőzés (F. csoport)        | Portugál labdarúgó-válogatott–Izland                       | 1 – 1    | 38 742      |
| 2016. június 18.    | Stade Bordeaux-Atlantique, Bordeaux     | csoportmérkőzés (E. csoport)        | Belgium–Írország                                           | 3 – 1    | 39 493      |
| 2016. június 27.    | Stade de France, Saint-Denis            | egyik nyolcaddöntő                  | Olasz labdarúgó-válogatott–Spanyol labdarúgó-válogatott    | 2 – 0    | 76 165      |

### A magyar labdarúgó-válogatott mérkőzései (1902–1929)
| Időpont            | Helyszín                    | Mérkőzés típusa              | Mérkőzés                 | Eredmény | Nézők száma |
| ------------------ | --------------------------- | ---------------------------- | ------------------------ | -------- | ----------- |
| 2014. november 18. | Üllői úti Stadion, Budapest | 893. mérkőzés (felkészülési) | Magyarország–Oroszország | 1 – 2    | 4000        |

A 2016. évi nyári olimpiai játékokra a FIFA JB bírói szolgálatra jelölte.
| Időpont             | Helyszín                                        | Mérkőzés típusa              | Mérkőzés          | Eredmény | Nézők száma |
| ------------------- | ----------------------------------------------- | ---------------------------- | ----------------- | -------- | ----------- |
| 2016. augusztus 7.  | Estádio Olímpico João Havelange, Rio de Janeiro | csoportmérkőzés (D. csoport) | Argentína–Algéria | 2 – 1    | 37 450      |
| 2016. augusztus 13. | Thani bin Jassim Stadion, São Paulo             | egyik negyeddöntő            | Brazília–Kolumbia | 2 – 0    |             |

A 2012-es FIFA-klubvilágbajnokságon a FIFA JB mérkőzésvezetőként foglalkoztatta.
| Időpont            | Helyszín                     | Mérkőzés típusa   | Mérkőzés                           | Eredmény | Nézők száma |
| ------------------ | ---------------------------- | ----------------- | ---------------------------------- | -------- | ----------- |
| 2012. december 9.  | Tojota Stadion, Tojota       | egyik negyeddöntő | Ulsan Hyundai–CF Monterrey         | 1 – 3    | 20 353      |
| 2012. december 16. | Nemzetközi Stadion, Jokohama | döntő             | SC Corinthians Paulista–Chelsea FC | 1 – 0    | 68 275      |

Az UEFA JB küldésére irányította az UEFA-kupa találkozót.
| Időpont          | Helyszín                        | Mérkőzés típusa | Mérkőzés           | Eredmény |
| ---------------- | ------------------------------- | --------------- | ------------------ | -------- |
| 2006. július 27. | Szusza Ferenc Stadion, Budapest | 1. selejtezőkör | Újpest FC–FC Vaduz | 1 – 0    |

Az UEFA JB küldésére vezette az UEFA-bajnokok ligája döntőt.
| Időpont         | Helyszín                 | Mérkőzés típusa | Mérkőzés                 | Eredmény | Nézők száma |
| --------------- | ------------------------ | --------------- | ------------------------ | -------- | ----------- |
| 2015. június 6. | Olimpiai Stadion, Berlin | döntő           | Juventus FC–FC Barcelona | 1 – 3    | 70 442      |